# Coregonus bavaricus
Espèce
Statut de conservation UICN

 CR  : 
En danger critique
Coregonus bavaricus est une espèce de poissons d'eau douce de la famille des Salmonidae.

## Répartition
Cette espèce est endémique du lac Ammer en Haute-Bavière où elle se rencontre entre 40 et 85 m de profondeur.

## Description
Coregonus bavaricus peut mesurer jusqu'à 241 mm, queue non comprise. La reproduction a lieu entre la mi-juin et la mi-juillet à des profondeurs comprises entre 40 et 50 m.

## Systématique
Le nom valide complet (avec auteur) de ce taxon est Coregonus bavaricus Hofer (d), 1909.
L'espèce a été initialement décrite comme étant une sous-espèce de Coregonus acronius sous le protonyme Coregonus acronius bavarica Hofer, 1909.
Coregonus bavaricus a pour synonyme :
- Coregonus acronius bavarica Hofer, 1909

### Étymologie
Son épithète spécifique, bavaricus, fait référence à la Haute-Bavière où se situe le lac Ammer, localité type de l'espèce.

### Publication originale
- (de) Carl Vogt et Bruno Hofer, Die Süsswasserfische von Mittel-Europa, vol. 1, Francfort-sur-le-Main, Werner & Winter, 1909, 558 p..